# ТИМ-011
ТИМ-011 је школски (образовни) и кућни рачунар чији је оригинални аутор Ненад Дуњић - Беца са сарадницима Миланом Тадићем и Љубишом Гавриловић. Пројекат је откупио 1987. године Институт „Михајло Пупин“ у Београду и наставио развој и оптимизацију за серијску производњу. Произведено је око 1.200 комада ових микрорачунара, углавном за информатичке кабинете средњих школа Србије и Црне Горе.
ТИМ-011 је пројектовала група сарадника из Института „М. Пупин“, којима је руководио др Драшко Милићевић. Првобитно хардверско решење користило је Хитачијев (Hitachi) графички процесор и тврди диск Rodime SCSI. Затим је због снижења цене, замењено TTL графиком са 4 нијансе. Користио се једноставни алгоритам за цртање линија.
Уз много нижу цену, ТИМ-011 је био поредив са тада још актуелним IBM-XT компатибилним рачунарима. 

## Напомена
Касније је у Институту развијен још бољи школски рачунар ТИМ-020, за информатичке кабинете у средњим школама (види књигу: РАЧУНАРИ ТИМ, стр.146-148). Микрорачунар ТИМ-020 је базиран на микропроцесору Интел 8088 и оперативном систему MS-DOS. На Сајму учила у Београду 1987. године добио је награду „ЗЛАТНА ПЛОЧА“, а усвојен је као стандард за Информатичке кабинете школа у Србији.

## Техничке карактеристике
- Микропроцесор: HD 64180 (Z-80 компатибилан);
- Примарна меморија: 256 ;
- Секундарна меморија: 3,5-инчна дискетна јединица;
- Оперативни систем:  са ZCPR3;
- Монитор: уграђени зелени монохроматски монитор;[2][3]

## Изворна литература
1. ↑  Д. Милићевић, Д. Христовић(Ед): РАЧУНАРИ ТИМ, Научна књига, Београд 1990. (види слике ТИМ-011 на стр. 142. и 170. доле цитиране књиге Рачунари ТИМ)
2. ↑  Д. Милићевић, Д. Старчевић, Д. Христовић: Архитектура и типичне примене рачунара ТИМ, часопис Примењена Наука, бр.14, стр.23-30, изд. Југославија-ЕКО, Београд, мај 1988.
3. ↑  
Нинковић, Милан (април 1988). „ТИМ образовни програм”. Рачунари (37): 82—83. Приступљено 1. 12. 2016.
4. ↑  Д. Б. Вујаклија, Н. Марковић(Ед): "50 година рачунарства у Србији - ХРОНИКА ДИГИТАЛНИХ ДЕЦЕНИЈА“, Изд. ДИС, ИМП и PC-press, Београд 2011.